# 藤田玄播
藤田 玄播（ふじた げんば、1937年1月4日 - 2013年1月30日）は、日本の作曲家、編曲家。

## 人物・来歴
東京府出身。キリスト教信者で洗礼名はミカエル。父はキリスト教会の牧師で、オルガンと讃美歌の響きで育つ。中学校の吹奏楽部でトランペットを担当。高校卒業後、神学校に入学し教会音楽に親しむが1年で中退。その後、国立音楽大学に入学し、フルートを専攻。在学中、大橋幸夫の指導する同大学ブラスオルケスターの編曲を担当。同大学を卒業後に作曲を学ぶ。尚美学園講師や洗足学園音楽大学で客員教授を務めた。
2002年から2006年まで、日本吹奏楽指導者協会(JBA)の第10代会長を務めた。
作曲活動のほか、管弦楽作品からジャズ、ポピュラー音楽などの幅広い吹奏楽編曲で知られる。
2013年1月30日、肺炎のため死去。76歳没。

## 主要作品

### 作曲
- 吹奏楽のための幻想曲「天使ミカエルの嘆き」
- 「切支丹の時代」序曲
- 組曲「切支丹の時代」
- 喜遊曲(ディヴェルティメント)
- 劇的序曲「バルナバの生涯」
- 吹奏楽のための「カンツォーネ」(日本国民音楽振興財団 1977年度笹川賞創作曲コンクール吹奏楽C部門1位)
- 幻想的序曲「ゲッセマネの祈り」
- 谷茶前節によるパラフレーズ
- 行進曲「若人の心」(1977年度全日本吹奏楽コンクール課題曲)[3]
- 幻想曲「幼い日の想い出」(1979年度全日本吹奏楽コンクール課題曲)
- 優雅な行進曲(日本吹奏楽指導者協会 1971年度下谷賞 行進曲形式 努力賞)
- ミレニアム・マーチ
- フェスティバル・マーチ（1973年）/ キャンパス・フェスティバル・マーチ（1974年）[4]
- 「インメモリアム」マーチ
- 合唱曲「地球を花で飾ろう」（東京都合唱連盟愛唱歌第1位）

ほか多数

### 編曲
- 交響詩「海」（ドビュッシー）
- 交響詩「ローマの祭」（レスピーギ）
- バレエ音楽「恋は魔術師」（ファリャ）
- 幻想交響曲（ベルリオーズ）
- 舞踏組曲（バルトーク）
- 歌劇「シチリア島の夕べの祈り」序曲（ヴェルディ）
- 歌劇「運命の力」序曲（ヴェルディ）
- トッカータとフーガ ニ短調（バッハ）

ほか多数

## 補作
- 行進曲「青空の下で」(坂本智)　1981年全日本吹奏楽コンクール課題曲
- コンサートマーチ「テイクオフ」(建部知弘)　1986年全日本吹奏楽コンクール課題曲
- 行進曲「マリーン・シティ」(野村正憲)　1990年全日本吹奏楽コンクール課題曲

## 受賞歴
- 1971年 - 第4回下谷賞 行進曲形式 努力賞 「優雅な行進曲」(日本吹奏楽指導者協会)[5]
- 1976年 - 第3回笹川賞創作曲コンクール C部門 第1位 「吹奏楽のためのカンツォーネ」(日本国民音楽振興財団)[6]
- 2009年11月20日 - 社会教育功労者表彰(文部科学大臣)[7]
- 2013年 - 第23回日本管打・吹奏楽アカデミー賞 特別部門(日本管打・吹奏楽学会)[8]